# ユルガ・ヴィレ
ユルガ・ヴィレ（Jurga Vilė、1977年 - ）は、リトアニアの作家。

## 略歴
1977年、ヴィリニュス出身。ヴィリニュス大学でフランス語学、ソルボンヌ大学で映画学映画学を専攻。大学卒業後は20年以上様々な文化活動プロジェクトに携わり、映画祭や演劇祭のコーディネートや文化誌での執筆をしていた。

## デビュー作
ヴィレは、父親と祖母がシベリアに強制移送された記憶に触発されて、子どもたちに向けて強制移送とは何だったのか、そして人々はどのように生き延びたのか、伝える作品を執筆することを決めた。そして完成したのがAukso žuvysより刊行された『Sibiro haiku』（邦訳『シベリアの俳句』木村文訳、花伝社刊、2022年）である。これがヴィレの作家デビュー作であった。
この作品は、イラストレーターのリナ板垣がイラストを担当し、グラフィックノベルの形式で刊行された。本作はリトアニアでそれぞれの一年間で最も優れた児童書に授与される賞「今年の本児童書の部（Metų knygos）」を受賞し、10か国語以上に翻訳された各国語版も様々な賞を受賞している。

## 作品
デビュー作後、ヴィレは児童向けと一般向けに執筆活動を続けている。児童書としては自然との共生をテーマとした動物についての絵本シリーズの文を担当しており、既に蛸を描いた『Pulpas ir jo žalia koja』（絵・Akvilė Magicdust、2021年）とカメレオンを描いた『Chameleono sapnai』（絵・Lina Sasnauskaitė、2021年）がTikra knygaから刊行されている。
また、戯曲形式でリトアニア系フランス人作家のオスカル・ミロシュについて描いた作品『Nukritę iš Mėnulio. Sapnas apie Oskarą Milašių ir kitus paukščius』（絵・Ula Rugevičiūtė-Rugytė、2022年、Aukso žuvys刊）を発表した。